# Auguste Rogivue
Auguste Rogivue (* 13. April 1812 in Saint-Saphorin; † 24. April 1869 in Lausanne, heimatberechtigt in Châtillens und Saint-Saphorin) war ein Schweizer Politiker.

## Biografie
Rogivue studierte an der Universität Lausanne die Rechtswissenschaften und lizenzierte im Jahre 1839. Er erhielt im Jahr 1842 das Anwaltspatent und war danach als Rechtsanwalt in Lausanne tätig. Von 1843 bis 1846 war er als Untersuchungsrichter, von 1846 bis 1850 als Kantonsrichter tätig. Ab 1845 nahm er zudem eine Lehrertätigkeit an der Universität Lausanne wahr. In den Jahren 1847 bis 1851 war er ausserordentlicher Professor für römisches Recht und von 1852 bis 1858 ausserordentlicher Professor für Zivilrecht. Dann amtete er von 1855 bis 1858 als Rektor.
In den Jahren 1841 bis 1845 war Rogivue Grossrat im Kanton Waadt und wurde 1842 in den Stadtrat von Lausanne gewählt. Von Juni bis Dezember 1853 war er Ständerat. Rogivue entschloss sich, sich ab 1854 nur noch auf die Lehre zu konzentrieren. Bereits 1858 trat er aber aus gesundheitlichen Gründen von seinen Funktionen zurück. Er war jedoch von 1855 bis zu seinem Tod Mitglied der Waadtländer Anwaltskammer.
Ferner war Rogivue 1826 Mitglied der Belles Lettres und 1829 der Zofingia.